# Viện Quản lý cung ứng
Viện Quản lý cung ứng (ISM) là hiệp hội quản lý cung ứng lâu đời nhất và lớn nhất trên thế giới.  Được thành lập vào năm 1915, hiệp hội giáo dục phi lợi nhuận có trụ sở tại Hoa Kỳ phục vụ các chuyên gia và tổ chức quan tâm đến quản lý cung ứng, cung cấp cho họ giáo dục, đào tạo, bằng cấp, ấn phẩm, thông tin và nghiên cứu.
ISM hiện có 50.000 thành viên tại hơn 90 quốc gia.  Nó cung cấp hai bằng cấp, Chứng nhận chuyên nghiệp về Quản lý cung ứng (CPSM) và Chứng nhận chuyên nghiệp về đa dạng nhà cung cấp (CPSD) và hợp tác với Trường kinh doanh WP Carey tại Đại học bang Arizona, tài trợ cho CAPS Research.
ISM cạnh tranh với một số tổ chức giáo dục, chứng nhận và thành viên phục vụ cho chuỗi cung ứng, bao gồm APICS, Hiệp hội mua hàng cấp độ tiếp theo, Hiệp hội quản lý hợp đồng quốc gia, Hiệp hội mua hàng Mỹ, Trung tâm quản lý chuỗi cung ứng và mua hàng xuất sắc và Viện Mua sắm &amp; Cung ứng đặc quyền.

## Lịch sử
Viện Quản lý cung ứng có nguồn gốc từ năm 1915 với tư cách là Hiệp hội đại lý mua hàng quốc gia (NAPA).
Vào đầu thế kỷ XX, mua hàng và chức năng mà nó phục vụ và đại diện không được hưởng sự hỗ trợ đầy đủ của quản lý, mà thường thờ ơ với nó hoặc không biết về tiềm năng của nó.  Trước năm 1915, các hiệp hội mua hàng địa phương đã thành lập tại ít nhất 10 thành phố lớn ở Mỹ, bao gồm một trong những nhóm hoạt động mạnh nhất ở Buffalo (thành lập năm 1904).  Có một nhận thức giữa một số người mua rằng họ cần một nhóm quốc gia để thăng tiến nghề nghiệp và chia sẻ thông tin hữu ích giữa các thành viên, nhưng sự hỗ trợ là không chính đáng.  Có một mức độ nhất định mà các nhà tổ chức không tin tưởng phải vượt qua vì người mua thực tế xa lạ với nhau và sợ rằng sự tham gia của họ sẽ tiết lộ thông tin có thể có lợi cho các công ty đối thủ.  Như Charles A. Steele, chủ tịch của NAPA đã tuyên bố vào năm 1923:
... Đó là một quy tắc bất thành văn rằng người mua là một trong những người không nên giao tiếp với nhau vì sợ rằng họ có thể làm hại người khác một số điều tốt và làm hại chính họ.
Trớ trêu thay, đó không phải là một đại lý mua hàng mà là một nhân viên bán hàng làm việc cho Công ty xuất bản Thomas tên là Elwood B. Hendricks, người đã nhận ra tiềm năng đầy đủ của chức năng mua hàng và là động lực thúc đẩy thành lập một hiệp hội mua hàng quốc gia.  Năm 1913, kế hoạch của Hendricks bắt đầu có kết quả khi ông giúp thành lập Hiệp hội đại lý mua hàng ở New York để trở thành hạt nhân của tổ chức quốc gia.  Nhóm New York đã nộp đơn xin và nhận được một giấy phép cho NAPA vào năm 1915.  Các nhóm địa phương đầu tiên liên kết với hiệp hội quốc gia mới là Thành phố New York và Pittsburgh năm 1915 và Columbus năm 1916.  South Bend, Cleveland, Chicago, St. Louis, Philadelphia, Detroit và Los Angeles theo họ vào năm 1917.  Buffalo sau đó liên kết với NAPA vào năm 1918 và đến năm 1920 đã có hơn 30 chi nhánh và con số đó tiếp tục tăng vọt.  Những nỗ lực của Hendricks rất quan trọng trong thành công của tổ chức đến nỗi nó mang lại cho anh một thành viên trọn đời danh dự.
Mục tiêu của NAPA là:
1. gây ấn tượng với thế giới kinh doanh với tầm quan trọng của chức năng mua hàng đối với hạnh phúc kinh tế;
2. khuyến khích người mua để cải thiện bản thân và đóng góp nhiều hơn cho các công ty mà họ phục vụ.[4]

Hiệp hội quốc gia mới là ba chi nhánh mạnh khi tổ chức hội nghị đầu tiên tại New York vào năm 1916 với 100 trong số 250 thành viên tham dự.  Năm đó cũng chứng kiến NAPA ra mắt một tạp chí, Đại lý mua hàng, có tác động to lớn đến sự thành công của tổ chức và cuối cùng phát triển thành tạp chí Inside Supply Management hiện tại của hiệp hội.  Năm 1918, khoảng một nghìn thành viên dự kiến sẽ tham dự hội nghị quốc gia năm đó.
Hiệp hội mới thu thập hơi nước và sớm bắt đầu cảm thấy sự hiện diện của nó trên sân khấu quốc gia.  Trong vòng năm năm, tư cách thành viên của NAPA đã tăng vọt và có 32 chi nhánh và nhiều người nữa sẽ tham gia trong những thập kỷ tới.

### Chiến tranh thế giới thứ nhất và những năm 1920
Với sự gia nhập của Hoa Kỳ vào Thế chiến I năm 1917, NAPA đã cung cấp dịch vụ của mình cho Tổng thống Wilson để hỗ trợ việc mua nguyên liệu.  Với nỗ lực chiến tranh công nghiệp trong các thiết bị cao, nguyên liệu ngày càng khan hiếm và việc mua sắm trở nên phức tạp hơn khi chính phủ Mỹ "cố gắng hướng dẫn hoạt động kinh tế thông qua kiểm soát giá cả và sản xuất tập trung".  Đó là một thời cơ hội cho phép mua hàng để chứng minh bản thân.  Các đại lý thu mua trên toàn quốc bắt đầu nỗ lực vì các bộ phận trong các nhà máy của họ thường tuyên bố quyền mua hiện đang quá bận rộn để can thiệp vào việc mua sắm và các đại lý mua đã chứng minh cho ban quản lý họ có thể giúp duy trì sản xuất.
Cũng trong thời gian này, các thành viên NAPA đã giúp thiết lập các khóa học mua hàng tại Đại học New York và Harvard.  Đó là một bước nhỏ, nhưng những hạt giống đầu tiên của chương trình giáo dục mua hàng nổi tiếng của NAPA đã được gieo trồng.  Hiệp hội cũng chuyên sâu về công việc tiêu chuẩn và thảo luận về một quy tắc đạo đức cho nghề mua hàng.
Trong những năm 1920, các doanh nghiệp đã rõ ràng rằng việc tập trung mua hàng không phải là một mốt nhất thời.  Những nỗ lực của NAPA để thúc đẩy lĩnh vực mang lại kết quả và thế giới kinh doanh bắt đầu xem việc mua hàng trong một ánh sáng thuận lợi hơn.
Trong Thế chiến I, NAPA kêu gọi tập trung mua hàng Bộ Chiến tranh để giảm sự thiếu hiệu quả và công việc nặng nhọc.  Hiệp hội bắt đầu thể hiện vai trò và yêu cầu tiêu chuẩn hóa trong việc mua và sử dụng than đá và truy tố những kẻ trục lợi.  Cuộc thập tự chinh của nó đối với các tiêu chuẩn đạo đức đã dẫn đến Tín điều của Đại lý mua hàng mà các nhà quan sát ca ngợi trong nhiều thập kỷ là một trong những tuyên bố đạo đức nổi bật trong kinh doanh hiện đại.  Năm 1928, nó đã đưa ra Tiêu chuẩn Mua và Bán với sự thừa nhận rằng mua và bán nên cùng có lợi và sự hợp tác sẽ giảm chi phí mua hàng.

### Đại suy thoái và Thế chiến II
Trong những năm 1930, NAPA đã thực hiện một nỗ lực chuyên sâu để cải thiện giáo dục và phát triển các tiêu chuẩn.  Trường Kinh doanh Harvard đã xuất bản hai cuốn sách giáo khoa và nó đã phát triển các nghiên cứu điển hình về các vấn đề mua hàng, tất cả dưới sự bảo trợ của NAPA Hiệp hội cũng đã ủy thác một công trình hai tập có thẩm quyền được đánh giá cao về thực hành và thủ tục mua hàng.
Năm 1931, hiệp hội tiếp tục thúc đẩy sự xuất sắc, khi thành lập Giải thưởng Huy chương vàng J. Shipman, vinh dự cao nhất trong lĩnh vực, trao tặng cho một cá nhân vì thành tích xuất sắc, người nâng cao sự nghiệp quản lý cung ứng.
Khi cuộc Đại khủng hoảng làm tê liệt thế giới, NAPA đã thành lập Ủy ban Khảo sát Kinh doanh vào năm 1931 và bắt đầu bỏ phiếu cho các thành viên về hàng hóa.  Phòng Thương mại Hoa Kỳ bắt đầu sử dụng các báo cáo này khi tổng hợp thông tin cho chính phủ liên bang.  Các báo cáo này cuối cùng sẽ phát triển thành báo cáo chuyển động thị trường của hiệp hội hiện được gọi là Báo cáo kinh doanh ISM, một chỉ số được đánh giá cao về sức khỏe của nền kinh tế Mỹ.
Khi Thế chiến II nổ ra, NAPA một lần nữa đứng lên kêu gọi hỗ trợ của Washington và giữ cho các thành viên của mình được cập nhật thường xuyên các yêu cầu và quy định của chính phủ trong quá trình sản xuất thời chiến.  Khi chính phủ đặt quyền kiểm soát đối với người sản xuất và người tiêu dùng, nhiều thành viên của NAPA đã đóng một vai trò quan trọng trong quy trình.
Với việc trở lại thị trường tự do thời bình, các giám đốc điều hành mua hàng phải đối mặt với sự phức tạp mới với chi phí cao hơn và sự thiếu hụt gia tăng đòi hỏi các kỹ thuật sáng tạo.  Một lần nữa, NAPA dẫn đầu bằng cách làm cho nội dung giáo dục của nó thậm chí còn mạnh mẽ và rộng hơn.

### NAPA đổi tên thành NAPM
Vào những năm 1950, uy tín của NAPA đã phát triển cùng với chức năng mà nó phục vụ.  Thành viên trong thời gian này đạt 15.000.  NAPA tăng cường nỗ lực phát triển một hình ảnh mới cho nghề mua hàng trong mắt công chúng, các nhà giáo dục, quản lý và điều hành mua hàng.  Khi các công ty chiến đấu quyết liệt hơn để có được lợi tức đầu tư tốt hơn và thị phần lớn hơn, cuối cùng họ nhận ra rằng mua là chi tiêu, trung bình, một nửa thu nhập bán hàng của công ty và bắt đầu yêu cầu mua hàng đóng góp tích cực để đạt được mục tiêu của công ty.
Trong con mắt của các công ty Mỹ, việc mua hàng không còn đóng vai trò là một đại lý đơn thuần mà nó đã được chuyển đổi thành một chức năng quản lý quan trọng.  Để phản ánh chính xác sự thay đổi cơ bản này trong vai trò của người mua, vào năm 1968, NAPA đã đổi tên thành Hiệp hội Quản lý Mua hàng Quốc gia, Inc.  (NAPM).
Ngay từ năm 1966, lãnh đạo của NAPM đã nhận ra tầm quan trọng của việc phát triển chương trình chứng nhận quốc gia để tạo ra một tiêu chuẩn để đánh giá người mua có thẩm quyền.  Sau khi có nền tảng cẩn thận, vào năm 1974, NAPM đã giới thiệu chứng chỉ Trình quản lý mua hàng được chứng nhận (CPM), chứng nhận chuyên nghiệp đầu tiên trong lĩnh vực này.
Hiệp hội tiếp tục nỗ lực giáo dục và năm 1976 đã tiến hành đào tạo tại nhà máy đầu tiên.  NAPM nhận thức được những thay đổi xã hội sâu sắc mà đất nước đã trải qua và tham gia vào các sáng kiến của thiểu số và phụ nữ và thậm chí bầu May Warzocha làm chủ tịch phụ nữ đầu tiên vào năm 1979.  Năm 1987, nó đã thành lập Nhóm phát triển kinh doanh thiểu số để hỗ trợ các thành viên với các chương trình nhà cung cấp thiểu số của họ.
Báo cáo về kinh doanh tiếp tục được công nhận là phong vũ biểu kinh tế ngắn hạn đáng tin cậy nhất hiện có.  Năm 1982, NAPM đã giới thiệu Chỉ số quản lý mua hàng (PMI) và năm 1988, họ đã thêm các chỉ mục khuếch tán và giới thiệu một định dạng biểu đồ.  Năm 1989, Bộ Thương mại Hoa Kỳ đã bắt đầu bao gồm dữ liệu của NAPM như là một thành phần của Chỉ số các chỉ số hàng đầu và Chủ tịch Cục Dự trữ Liên bang đã ca ngợi Báo cáo.  Năm 1998, hiệp hội đã thêm vào giá trị của Báo cáo khi phát triển Báo cáo phi sản xuất về kinh doanh.

### Chuyển đổi sang ISM
Khi lĩnh vực phát triển phức tạp và trở nên toàn cầu hơn, các chuyên gia mua hàng trở nên có trách nhiệm hơn trong việc cung cấp hàng hóa và dịch vụ thay vì mua nghiêm ngặt.  Để phản ánh chính xác hơn phạm vi mà nghề nghiệp bao gồm, các thành viên NAPM đã bỏ phiếu vào tháng 4 năm 2001 để đổi tên tổ chức thành Viện Quản lý cung ứng (ISM), bắt đầu có hiệu lực vào tháng 1/2002.
Năm 2002, ISM đã đưa ra sáng kiến về tính bền vững và trách nhiệm xã hội và năm 2004 đã ban hành Nguyên tắc Trách nhiệm xã hội của ISM, lần đầu tiên của họ đối với nghề quản lý cung ứng.
Để đảm bảo một nhóm các nhà lãnh đạo quản lý cung ứng mạnh trong tương lai, năm 2005, ISM đã hợp tác với Quỹ R. Gene và Nancy D. Richter để mở rộng Chương trình học bổng R. Gene Richter thành chương trình học bổng quốc gia lớn nhất trong lĩnh vực quản lý cung ứng.  Cùng nhau, vào năm 2008, họ đã thành lập Quỹ chương trình học bổng ISM R. Gene Richter với mục tiêu cung cấp tài trợ cho học bổng trên cơ sở liên tục.
Để giải quyết chính xác phạm vi nhu cầu cần thiết để quản lý cung ứng, năm 2008, ISM đã giới thiệu một bằng cấp chuyên môn mới, Chứng chỉ chuyên nghiệp về quản lý cung ứng (CPSM) để thay thế CPM phân tích -depth của các chức năng quản lý cung ứng giữa các ngành công nghiệp.
Vào năm 2011, ISM đã giới thiệu chứng chỉ Chuyên gia về Đa dạng nhà cung cấp được chứng nhận (CPSD) để tạo ra các chuyên gia có thể giúp hướng dẫn các công ty của họ thông qua các vấn đề đa dạng nhà cung cấp, khai thác không được sử dụng, các nhà cung cấp sáng tạo và tiếp cận thị trường mới.  Cùng năm đó, ISM bắt đầu Chương trình doanh nghiệp của mình để giúp nhân viên của các thành viên công ty hoạt động ở cấp cao hơn.
Trong nỗ lực tạo ra một ngôn ngữ chung cho lĩnh vực quản lý cung ứng, ISM đã giới thiệu Mô hình ISM Mastery vào năm 2015.  Bao gồm 16 năng lực cốt lõi và 69 thành phần con, mô hình và công cụ đánh giá của nó xác định các lỗ hổng kỹ năng của nhân viên và các giải pháp để đóng chúng.  Nó cũng cho phép các công ty đánh giá các kỹ năng của thành viên nhóm và tạo lộ trình phát triển và đặt kỳ vọng công việc.

## Quản lý nguồn cung cấp
ISM định nghĩa quản lý cung ứng là:
... Việc xác định, phân tích, xác định, mua sắm và hoàn thành hàng hóa và dịch vụ mà một tổ chức cần đáp ứng các mục tiêu ngắn hạn và dài hạn.  Bằng cách quản lý các khả năng của đối tác bên ngoài và liên kết chúng với các mục tiêu của tổ chức, quản lý cung ứng góp phần định hướng chiến lược của một tổ chức thông qua tổng chi phí và khả năng quản lý.
Bằng cách giám sát hiệu quả và sự tham gia của mọi người, các quy trình và mối quan hệ, quản lý cung ứng tạo ra lợi thế cạnh tranh thông qua đổi mới, quản lý chi phí, cải thiện chất lượng, tối ưu hóa tài sản, giảm thiểu rủi ro, trách nhiệm xã hội và bền vững.

Các thành phần được bao gồm trong ô quản lý cung ứng là: 
| - Purchasing/procurement - Strategic sourcing - Logistics - Quality - Inventory control | - Materials management - Warehousing/stores - Transportation/traffic/shipping - Disposition/investment recovery - Distribution | - Receiving - Packaging - Product/service development - Manufacturing supervision |

### Mô hình làm chủ ISM
Vào năm 2015, ISM đã công bố phát hành ISM Mastery Model một bộ tiêu chuẩn xuất sắc dựa trên năng lực cho các học viên quản lý cung ứng, giám đốc điều hành và các tổ chức trên toàn thế giới.  Một trong những mục tiêu của ISM trong việc phát triển Mô hình làm chủ là tạo ra một ngôn ngữ chung cho lĩnh vực quản lý cung ứng có khả năng xuyên ngành.

## Chương trình chứng nhận

### Chứng nhận hiện tại được cung cấp
ISM hiện cung cấp hai bằng cấp chuyên nghiệp: CPSM và CPSD.
Chứng nhận chuyên nghiệp trong quản lý cung ứng (CPSM)
Năm 2008, ISM đã ra mắt chứng nhận Chứng nhận chuyên nghiệp về quản lý cung ứng (CPSM) để giải quyết các nhu cầu thay đổi của nghề nghiệp và thị trường quốc tế.  Theo khảo sát lương hàng năm 2017 của ISM, mức lương trung bình cho một người nhận CPSM là $ 118,300.
Chứng nhận chuyên nghiệp về đa dạng nhà cung cấp (CPSD)
Chứng nhận chuyên nghiệp về đa dạng nhà cung cấp (CPSD) của ISM, được ra mắt vào tháng 1 năm 2011, hiện là chứng nhận duy nhất cho các chuyên gia có trách nhiệm bao gồm đa dạng nhà cung cấp và được hỗ trợ bởi các tổ chức đa dạng như Hội đồng phát triển nhà cung cấp dân tộc thiểu số và Quốc gia doanh nghiệp nữ Hội đồng.  Theo khảo sát lương hàng năm 2017 của ISM, mức lương trung bình cho một người nhận CPSD là $ 120,243.

### Chứng nhận trước đây được cung cấp
Hai chứng nhận trước đó, CPM và APP, không còn được cung cấp, nhưng chủ sở hữu đủ điều kiện để tái chứng nhận liên tục.
Quản lý mua hàng được chứng nhận
Chỉ định Trình quản lý mua hàng được chứng nhận (CPM) của ISM là chứng nhận phổ biến trong những năm 1990.  Tuy nhiên, nó không còn được cung cấp để thử nghiệm bởi ISM và đã chuyển sang trạng thái chỉ tái chứng nhận.  ISM tiếp tục chứng nhận CPM đáp ứng yêu cầu giáo dục thường xuyên.  Theo khảo sát lương hàng năm 2017 của ISM, mức lương trung bình (lương cộng với tiền thưởng) cho Người quản lý mua hàng được chứng nhận (CPM) là $ 124,138.
Học viên mua hàng được công nhận
ISM cũng cung cấp chỉ định Thực hành mua hàng được công nhận (APP) trong vài năm.  APP tập trung vào các chức năng mua hàng cấp nhập cảnh cho những người chủ yếu tham gia vào hoạt động của chuỗi cung ứng.  Không còn được cung cấp để thử nghiệm, ISM tiếp tục chứng nhận lại các ứng dụng đáp ứng yêu cầu giáo dục thường xuyên.  Theo khảo sát lương hàng năm 2017 của ISM, mức lương trung bình cho một người hành nghề mua hàng được công nhận (APP) là 120.396 đô la.

## Ấn phẩm
Báo cáo ISM về kinh doanh
Báo cáo về doanh nghiệp ISM bắt nguồn từ những năm 1920 khi NAPA bắt đầu bỏ phiếu cho các thành viên của mình về hàng hóa.  Trong cuộc Đại khủng hoảng, NAPA bắt đầu cung cấp dữ liệu kinh tế cho Tổng thống Hoover và tầm quan trọng của báo cáo đã tăng lên tầm quan trọng hiện tại.  Ngày nay, nó được coi là một trong những phong vũ biểu kinh tế đáng tin cậy nhất của nền kinh tế Hoa Kỳ và đưa ra một cái nhìn sớm quan trọng về sức khỏe của nền kinh tế quốc gia.  Báo cáo dựa trên hai cuộc khảo sát quốc gia về các nhà quản lý mua hàng theo dõi những thay đổi trong lĩnh vực sản xuất và phi sản xuất.
Quản lý cung ứng bên trong
ISM xuất bản một tạp chí hàng tháng chỉ dành cho thành viên Inside Management Management (trước đây có tên là Đại lý mua hàng, Mua hàng hôm nay và Thông tin chi tiết về NAPM), ra mắt vào tháng 6 năm 1998.
PMI
ISM phát hành chỉ số tổng hợp <i id="mwhg">PMI</i> (trước đây gọi là Chỉ số quản lý mua hàng) vào ngày làm việc đầu tiên mỗi tháng.  Nó có thể được tìm thấy trong Báo cáo về doanh nghiệp ISM trên trang chủ ISM.

## Giáo dục
ISM cung cấp một chương trình giảng dạy toàn diện giải quyết tất cả các lĩnh vực cung cấp, nhưng tập trung đặc biệt vào tìm nguồn cung ứng và mua sắm, có sẵn ở các định dạng khác nhau.
- Các khóa học trực tuyến
- Podcast
- Webcast
- Hội thảo

## Sản phẩm và dịch vụ
- Chứng chỉ chuyên môn CPSM và CPSD
- Mô hình làm chủ ISM
- Báo cáo ISM về kinh doanh
- Hội nghị
- Hội thảo
- Đào tạo doanh nghiệp
- Trung tâm nghề nghiệp

## Quan hệ đối tác
Nghiên cứu CAPS
CAPS Research là một tổ chức nghiên cứu phi lợi nhuận được tài trợ bởi ISM và Trường Kinh doanh WP Carey tại Đại học bang Arizona chuyên cung cấp cái nhìn sâu sắc chiến lược cho các tổ chức hàng đầu toàn cầu.  Nó cũng sử dụng KPI quản lý cung ứng để cung cấp điểm chuẩn toàn diện để các công ty có thể thấy họ so sánh với các tổ chức khác như thế nào.
Chi tiêu vấn đề
ISM được hợp tác với blog mua sắm Chi tiêu vấn đề trong việc tiến hành nghiên cứu và khảo sát.
Dịch vụ quản lý một nguồn
Kể từ năm 2016, Hội nghị thường niên của Viện Quản lý cung ứng đã đưa ra một nhận thức riêng: ExecIn.  Một phần mở rộng của chương trình nghị sự của sự kiện nổi tiếng, ExecIn có các cuộc thảo luận của hội thảo, bài phát biểu quan trọng và các phiên riêng tư được tổ chức bởi các diễn giả nổi bật của hội nghị.  Các diễn giả nổi bật trong quá khứ bao gồm David Cameron và Colin Powell.  Sự kiện này được tài trợ bởi Dịch vụ quản lý nguồn cung cấp dịch vụ mua sắm có trụ sở tại Pennsylvania.

## Nguyên tắc và tiêu chuẩn
ISM công bố các nguyên tắc bền vững và trách nhiệm xã hội cũng như các nguyên tắc và tiêu chuẩn thực hiện quản lý cung ứng đạo đức.  Mục tiêu của nó khi làm như vậy là cung cấp cho các thành viên của mình các hướng dẫn và giải pháp vững chắc để giúp họ điều hướng một môi trường toàn cầu phức tạp và các điều kiện kinh doanh có vấn đề.

## Tranh cãi
Năm 2013, Ủy ban Chứng khoán và Giao dịch Hoa Kỳ (SEC) đã điều tra việc công bố sớm Báo cáo ISM về Sản xuất Tháng 6 năm 2013 của công ty truyền thông và thông tin đại chúng Thomson Reuters.  Theo một bài viết trên cnbc.com, đã có sự bùng nổ của giao dịch tốc độ cao 15 mili giây trước khi báo cáo dự kiến được phát hành:
...  Dữ liệu sản xuất của ISM đã vô tình được Thomson Reuters gửi sớm vào ngày 3 tháng 6 tới các khách hàng tốc độ cao của họ, nhiều người ngay lập tức giao dịch về thông tin này.  Đã có một phản ứng mạnh mẽ của thị trường đối với sự bùng nổ của giao dịch, khiến cho SPY ETF đi xuống, hoạt động như một công cụ đầu tư để các nhà giao dịch đặt cược vào hướng chung của thị trường.  Sự gia tăng đó [cho phép người trong cuộc] quá nhiều thời gian để kiếm lợi từ kiến thức sớm về thông tin di chuyển thị trường.
Sau một cuộc điều tra qua điện thoại từ SEC về việc phát hành sớm dữ liệu, Thomson Reuters đã đưa ra một tuyên bố giải thích rằng việc phát hành sớm là do vấn đề đồng bộ hóa đồng hồ.  Theo yêu cầu của SEC, công ty đã tự nguyện cung cấp một bản sao hợp đồng được tái cấu trúc với ISM.  Trong một cuộc phỏng vấn với CNBC, Giám đốc điều hành ISM Thomas Derry nói rằng sau khi nói chuyện với Thomson Reuters về các cơ chế của quá trình phát hành của họ, ông tự tin rằng đó là một sự cố cô lập.  Ông cũng chỉ ra rằng "Chúng tôi không được liên lạc với bất kỳ tổ chức chính phủ." 
Vào ngày 2 tháng 6 năm 2014, ISM đã phát hành <i id="mwvg">Báo cáo kinh doanh</i> ISM, báo cáo sản xuất hàng tháng được theo dõi chặt chẽ và sau đó sửa đổi hai lần trong khoảng hai tiếng rưỡi, một sự kiện rất bất thường.  Con số ban đầu là 53,2 thấp hơn dự đoán và cho thấy tốc độ tăng trưởng của khu vực nhà máy và điều này khiến cổ phiếu giảm ngay lập tức.  Các nhà kinh tế nhanh chóng truy vấn tính chính xác của báo cáo.
Mức điều chỉnh 55,4 cuối cùng của ISM gần như phù hợp với kỳ vọng của Phố Wall, cho thấy sự tăng trưởng nhanh chóng và thị trường chứng khoán đã phục hồi nhanh chóng và đóng cửa một ngày với mức tăng khiêm tốn.  Trong một tuyên bố, ISM quy kết báo cáo sai lầm cho một trục trặc phần mềm rằng "sử dụng không chính xác yếu tố điều chỉnh theo mùa từ tháng trước."